# Tarkwa Nsuaem (distrito)
Tarkwa Nsuaem es un distrito de la región Occidental de Ghana. En septiembre de 2018 tenía una población estimada de 114 895 habitantes.
Se encuentra ubicado al suroeste del país, cerca de los ríos Ankobra, Pra y Tano, de la costa del golfo de Guinea y de la frontera con Costa de Marfil.